# Sans retour
Pour les articles homonymes, voir Southern Comfort.
Pour plus de détails, voir Fiche technique et Distribution.
Sans retour (Southern Comfort) est un film américain réalisé par Walter Hill et sorti en 1981.

## Synopsis
En 1973, neuf membres de la garde nationale de Louisiane participent à un exercice militaire banal dans un bayou. Pressés de finir au plus vite cet exercice, dont le sens leur échappe, ils volent des barques aux Cadiens afin d'accéder plus rapidement au point de ralliement. Intrigués par cette incursion et par la prise de leur matériel, les habitants des marais se manifestent, alors que les militaires ont déjà commencé à quitter le rivage à bord des embarcations. Crawford Poole, le plus haut gradé décide de retourner sur la rive, pour y restituer les barques. Mais, l'un de ses soldats tire alors une rafale de balles à blanc, par simple provocation. Cet acte est malheureusement pris très au sérieux par les Cadiens qui ripostent aussitôt avec de vraies balles. Poole est tué d'une balle dans la tête. Pour les huit autres membres de la garde nationale, c'est le début d'une lutte acharnée pour survivre dans des marécages qu'ils ne connaissent pas et avec peu de moyens de se défendre.

## Fiche technique
Sauf indication contraire, les informations mentionnées dans cette section peuvent être confirmées par la base de données cinématographiques IMDb,  présente dans la section « Liens externes ».
- Titre français : Sans retour
- Titre original : Southern Comfort
- Réalisation : Walter Hill
- Scénario : Michael Kane, Walter Hill et David Giler
- Musique : Ry Cooder
- Directeur de la photographie : Andrew Laszlo
- Montage : Freeman A. Davies
- Distribution des rôles : Judith Holstra
- Création des décors : John Vallone
- Décorateur de plateau : Robert Gould
- Producteur : David Giler

Producteur délégué : William J. Immerman
- Sociétés de production : Cinema Group Ventures et Phoenix Films
- Distribution : A.M. Films (France), 20th Century Fox (États-Unis)
- Pays de production :  États-Unis
- Format : couleur — 35 mm — 1,85:1 — son monophonique
- Langues originales : anglais et français
- Genre : thriller, action, survie
- Durée : 99 minutes
- Dates de sortie : 
  - États-Unis : 25 septembre 1981
  - France : 9 mars 1983
- Classification[1] :
  - États-Unis : R
  - France : interdit aux moins de 12 ans

## Distribution
- Keith Carradine (VF : Jean Lagache)  : Spencer
- Powers Boothe (VF : Pierre Hatet)  : Charles Hardin
- Fred Ward (VF : Alain Dorval) : Lonnie Reece
- Franklyn Seales (VF : Maurice Sarfati) : Simms
- T. K. Carter (VF : Frédéric Pieretti)  : Tyrone Cribbs
- Lewis Smith (VF : François Leccia)  : Stuckey
- Les Lannom (VF : Marc de Georgi) : Casper
- Peter Coyote : Crawford Poole
- Alan Autry (VF : Bernard Woringer)  : « Coach » Bowden (crédité Carlos Brown)
- Brion James (VF : Roger Lumont)  : le trappeur cadien
- Sonny Landham : un chasseur

## Production
Le film est développé par Walter Hill et David Giler dans le cadre de leur contrat de scénaristes avec la 20th Century Fox. Après Alien, le huitième passager (1979), les deux collaborateurs veulent alors faire un film de survie. Walter Hill a l'idée de situer l'intrigue en Louisiane, là où se déroulait l'histoire de son tout premier long métrage comme réalisateur, Le Bagarreur (1975). Walter Hill a commencé à écrire ce scénario en 1976.
Pour le rôle de Spencer, Walter Hill fait appel à Keith Carradine, qu'il venait de diriger dans son film précédent Le Gang des frères James (1980).
Le tournage a lieu durant 55 jours, principalement autour du lac Caddo à la frontière du Texas et de la Louisiane.

## Musique
Pour la musique du film, Walter Hill fait à nouveau appel à Ry Cooder après Le Gang des frères James (1980). Leur collaboration perdurera au fil des années sur de nombreux films.
Dans la scène de la fête au village, le titre de la chanson est Parlez-nous à boire. Elle est interprétée par un groupe composé de Marc Savoy, Frank Savoy, Dewey Balfa et John Stelly.

## Sortie et accueil
Le réalisateur Walter Hill avoue avoir été « toujours étonné » de l'accueil critique reçu par son film. En effet, le film reçoit des critiques globalement négatives aux États-Unis, mais est majoritairement bien accueilli dans le monde,. Le film reçoit cependant quelques bonnes critiques aux États-Unis : Roger Ebert du Chicago Sun-Times lui donne la note de 3⁄4 en précisant que les personnages sont parfois trop clichés.
Le réalisateur est par ailleurs très déçu également des résultats au box-office, ne rapportant que 2,9 millions de dollars de recettes sur le territoire américain. En France, le film n'attire que 262 625 spectateurs.

## Commentaire
Certaines analyses estiment que le film est une allégorie de la guerre du Viêt Nam, toutefois jamais citée. Walter Hill affirme que cela n'a jamais été son intention et rejette totalement cette théorie. Lors d'une projection du film à la cinémathèque en 2022 qu'il présente en personne, il admet finalement que si.